# Lizeta Kalimeri
Lizeta Kalimeri (griechisch Λιζέτα Καλημέρη, eigentlich Lizeta Kanata; * 9. Mai 1969 in Thessaloniki) ist eine griechische Sängerin.

## Leben und Karriere
Sie ist die jüngere Schwester von Melina Kana. An der Aristoteles-Universität Thessaloniki (Αριστοτέλειο Πανεπιστήμιο της Θεσσαλονίκης) hat sie ein Pädagogik-Studium absolviert.
Von klein auf spielte sie Gitarre, später trat sie in Thessaloniki auf, um ihre Lieblingslieder zu singen. Sie hat mit Nikos Kypourgos, Socratis Malamas, Nikos Xydakis, Christos Tsiamoulis, Loudovikos ton Anogion, Stavros Kougioumtzis, Thanasis Papakonstantinou, Haris Alexiou, Maria Farantouri, Manolis Lidakis, Alkinoos Ioannidis, Manolis Rasoulis, Melina Kana, Savina Yannatou und vielen anderen zusammengearbeitet.

## Diskografie

### Alben
- 1994: Pnoi tou Anemou (Πνοή του Ανέμου), Musik Giorgos Kazantzis
- 1996: Asiatidos Mousis Eraste (Ασιάτιδος Μούσης Ερασταί), zusammen mit der Sängerin Mario
- 1997: Zoi Lathrea (Ζωή Λαθραία), Musik: Michalis Chaniotis, Texte: Thanassis Papakonstantinou
- 2001: O Anthos tou Tragoudiou (Ο ανθός του τραγουδιού)
- 2004: Afylachti Skopia (Αφύλαχτη σκοπιά / Lonely land), Musik: Christos Tsiamoulis. An dem Album wirken Manolis Lidakis, Vavatsikas, Pappos, Sokratis Sinopoulos, Sidirokastritis, Karipis sowie die türkischen Musiker Erkan Oğur, Halil Karaduman & Ercan Irmak
- 2005: Panta iparchi kati (Πάντα υπάρχει κάτι), Musik: Michalis Chaniotis
- 2006: Nichta me Asteria (Νύχτα με αστέρια), Musik: Andonis Apergis & Kostas Pavlidis
- 2009: Dexia ki Aristera  (δεξιά κι αρίστερα) Best of

### Singles (Auswahl)
- 2008: Salomi